# 施科保
施科保（德語：Schkopau，發音：[ˈʃkoːpaʊ]）是德国萨克森-安哈尔特州萨勒县的市镇，面积99.74平方千米，2023年12月31日人口为10,929人。